# Garrigues, Katalonien
För andra betydelser, se Garrigues.

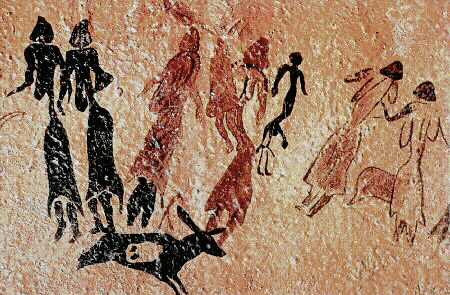
Grottmålning från grevskapet Garrigues.

 Garrigues är ett grevskap, comarca, i centrala Katalonien, i Spanien. Huvudstaden heter Les Borges Blanques, med 6103 innevånare 2013.

## Kommuner
Garrigues är uppdelat i 24 kommuner, municipis.

- L'Albagés
- L'Albi
- Arbeca
- Bellaguarda
- Les Borges Blanques
- Bovera
- Castelldans
- Cervià de les Garrigues
- El Cogul
- L'Espluga Calba
- La Floresta
- Fulleda
- La Granadella
- Granyena de les Garrigues
- Juncosa
- Juneda
- Els Omellons
- La Pobla de Cérvoles
- Puiggròs
- El Soleràs
- Tarrés
- Els Torms
- El Vilosell
- Vinaixa